# Quinta da Atalaia

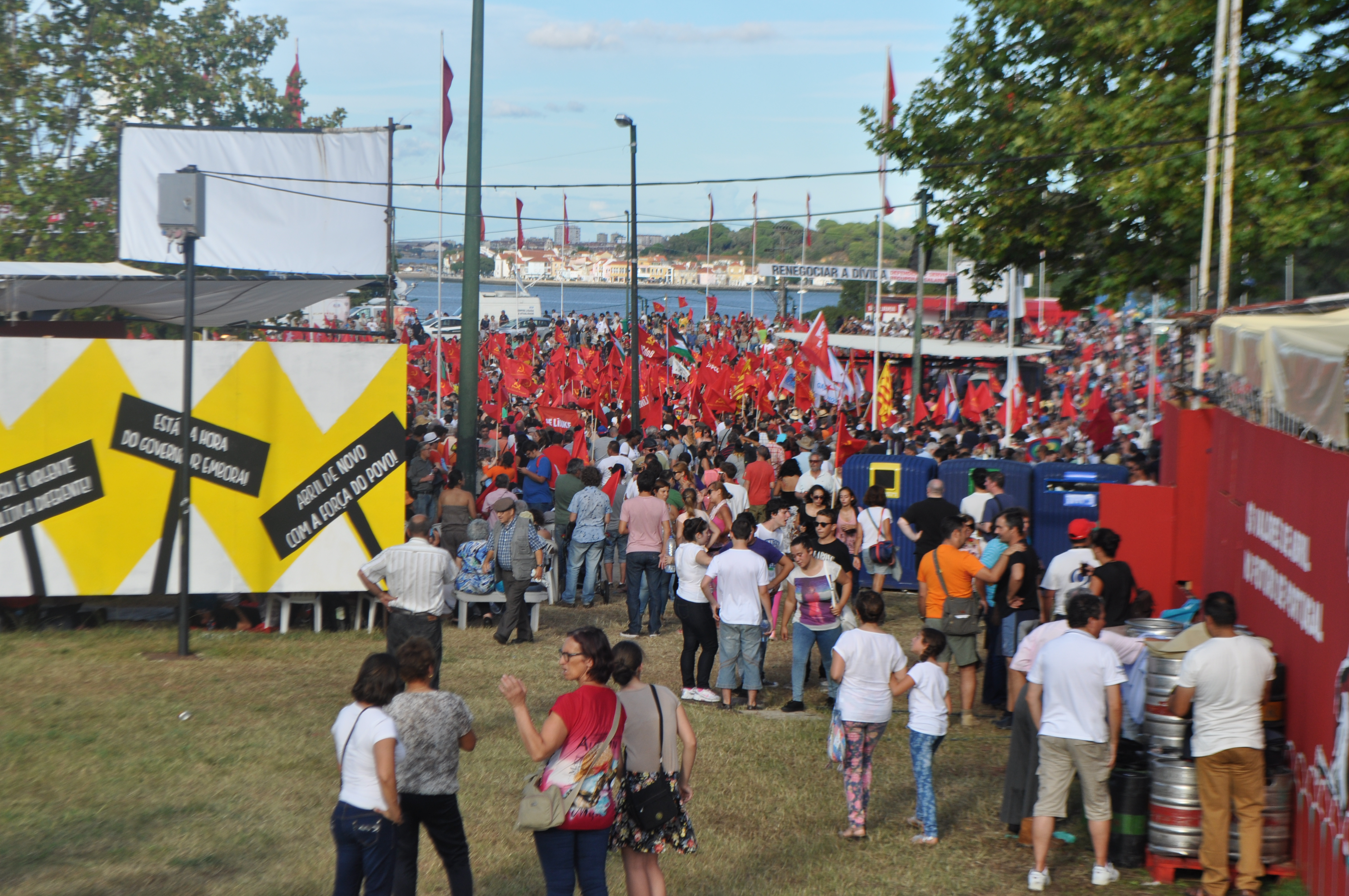
Festa do Avante! na quinta da Atalaia

A Quinta da Atalaia é uma quinta localizada na Amora, com cerca de 30 hectares de área. Desde 5 de Setembro de 1989 a Quinta da Atalaia pertence ao PCP, sendo lá realizada a Festa do Avante!, que desde 1976 tinha ocorrido em 4 espaços diferentes, obrigando a montar e desmontar tudo em cada ano: a antiga FIL, o vale do Jamor, o Alto da Ajuda, todos em Lisboa, e a Quinta do Infantado, em Loures. 
Para a sua aquisição foi levada a efeito uma campanha de fundos em 1989 e 1990, que permitiu arrecadar mais do que os 150 mil contos (cerca de 750 mil euros) que custou.